# Laserzwand
Laserzwand är en bergstopp i Österrike.   Den ligger i distriktet Lienz och förbundslandet Tyrolen, i den centrala delen av landet, 300 km sydväst om huvudstaden Wien. Toppen på Laserzwand är 2 614 meter över havet, eller 38 meter över den omgivande terrängen. Bredden vid basen är 0,21 km. Laserzwand ingår i Lienzer Dolomiten.
Terrängen runt Laserzwand är huvudsakligen mycket bergig. Närmaste större samhälle är Lienz, 6,7 km norr om Laserzwand. 
Trakten runt Laserzwand består i huvudsak av gräsmarker. Runt Laserzwand är det ganska glesbefolkat, med 25 invånare per kvadratkilometer.